# Stow, Ohio
Stow är en stad (city) i Summit County i Ohio. Vid 2010 års folkräkning hade Stow 34 837 invånare.
Ortnamnet hedrar Joshua Stow, en delstatspolitiker i Connecticut och aktieägare i Connecticut Land Company. Trots att han spelade en aktiv roll bakom utvecklingen av Connecticut Western Reserve, flyttade Joshua Stow aldrig till området som anslöts 1800 till Nordvästterritoriet, från och med 1803 Ohio, som Connecticut gjorde anspråk på. Stow grundades 1804 som township och fick 1957 status som village och blev stad efter folkräkningen 1960.